# Seemannsgarn

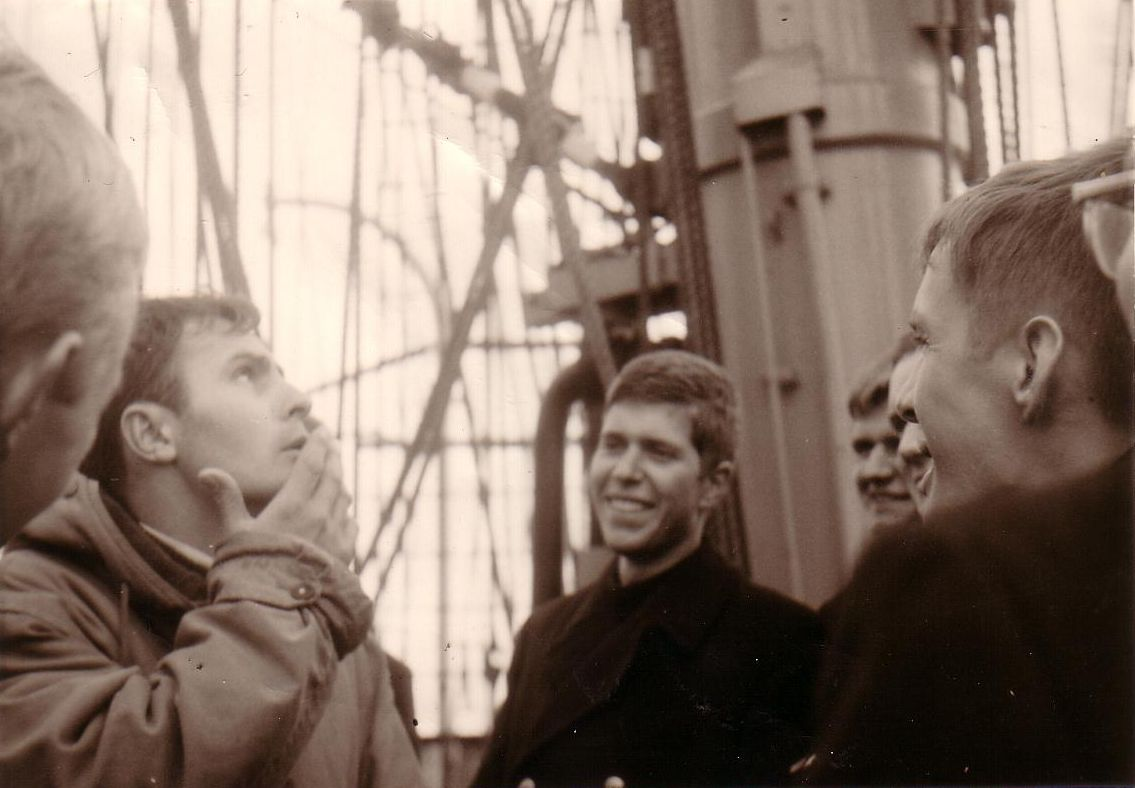
Ein Maat auf der Gorch Fock spinnt Seemannsgarn (1968)

Seemannsgarn (englisch [to tell] yarn) ist in der deutschen Sprache eine vom Schiemannsgarn hergeleitete Metapher für Erzählungen tatsächlicher oder vermeintlicher Erlebnisse in der Seefahrt. Die Bedeutung des „Seemannsgarn spinnen“ für zweifelhafte Geschichten oder Übertreibungen fand mit der Zeit Eingang in die Umgangssprache.

## Bedeutung
Auf Segelschiffen nutzten Seeleute aus altem Tauwerk gewonnenes Schiemannsgarn zum Umwickeln von Leinen und Trossen (Smarten & Kleeden). „Schiemannsgarn drehen“ oder „Schiemannsgarn spinnen“ war eine untergeordnete, eintönige und bei Schönwetter erledigte Arbeit, während der man sich naturgemäß Erlebnisse, Gedanken und Geschichten erzählte bis hin zu Sagen, Schwänken und Döntjes. Mit dem Niedergang der Segelschifffahrt verlagerte sich die ursprüngliche Bedeutung des „Schiemannsgarn spinnen“ immer mehr von der Arbeit auf das Geschichten erzählen, bis schließlich „Seemannsgarn spinnen“ die alte Redewendung ersetzte und man darunter allgemein eindrucksvolle, aber zweifelhafte Erlebnisberichte an der Grenze zwischen Wahrheit und Phantasie verstand.
Vom Seemansgarn eher zu unterscheiden sind Meersagen wie über Klabautermann, Seeungeheuer, Riesenkraken, Wassermänner und Nixen sowie gefährliche Magnetberge, Geisterschiffe wie den Fliegenden Holländer oder das Verschwinden von Schiffen im Bermudadreieck.
Lange Zeit galten auch Berichte über Monsterwellen, die aus dem Nichts auftauchend Schiffe zerstören können, als frei erfundene Legenden, ebenso solche zu Riesenkraken und Riesenkalmaren. Während gefährliche Wellen inzwischen als reale Phänomene erwiesen sind, gehören Ausschmückungen und Übertreibungen über Tiere, die Schiffe ins Verderben ziehen, tatsächlich zum „Seemannsgarn“.